# Emilie Kraus von Wolfsberg
Emilie Kraus Baronin von Wolfsberg (* 17. Oktober 1785 in Idria, Herzogtum Krain; † 15. April 1845 in Gnigl; bürgerlich Emilie Victoria Kraus, Taufname Eva Lucia Cecilia Victoria, genannt „die Hundsgräfin“) war ab 1805 mehrere Jahre die Geliebte des französischen Kaisers Napoléon I.

## Leben

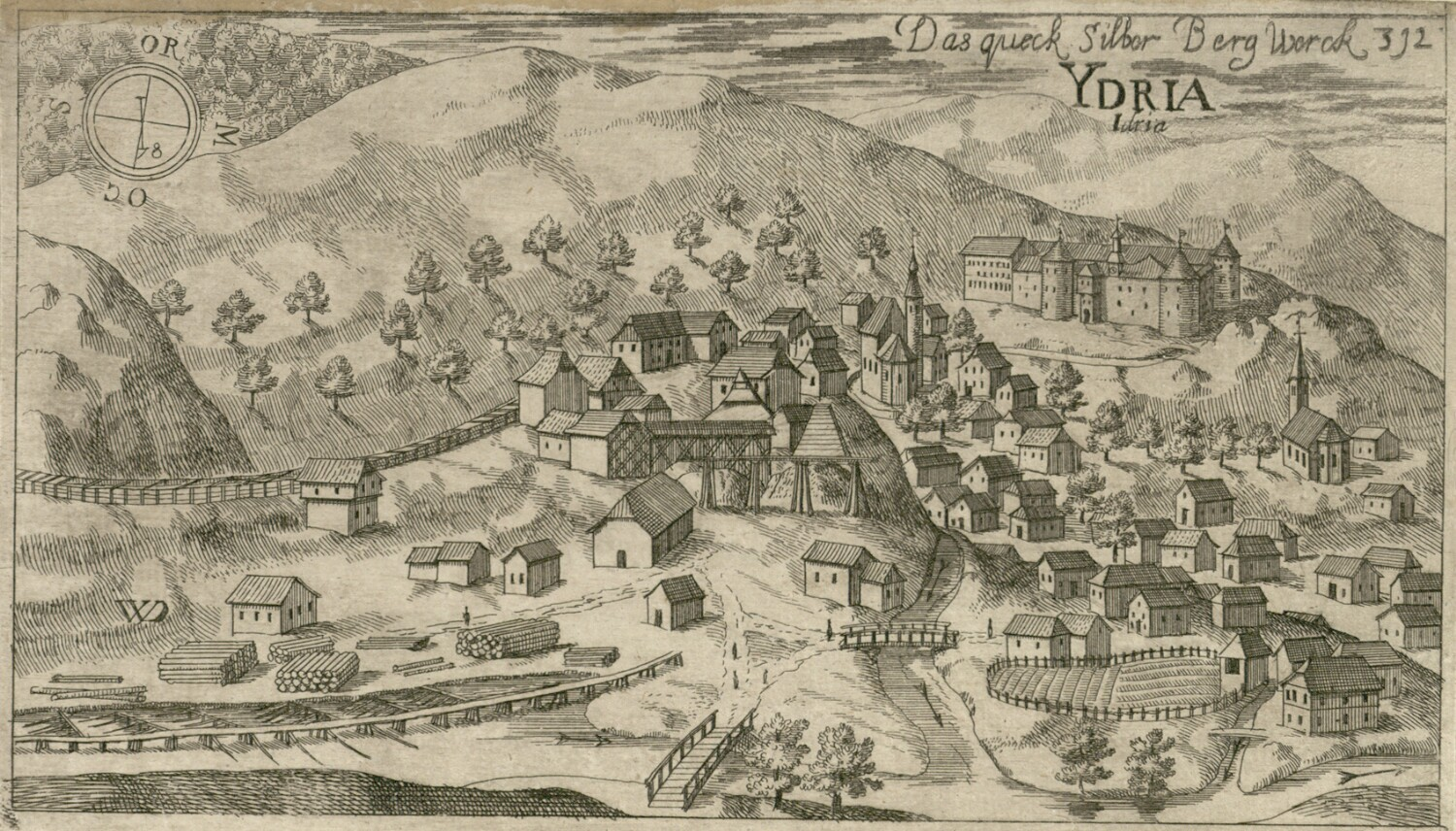
Idrias Quecksilberbergwerk 1689

### Kindheit
Emilie Victoria Kraus war die Tochter des Bergbau-Schichtmeisters Jože Kraus aus den Quecksilberbergwerken Idrias (u. a. auch Fundort des Minerals Idrialin) und der Lehrerstochter Rosalia Schlibar. Sie wuchs in ärmlichen Verhältnissen auf. Der k.k. Offizier Philipp (von) Mainoni (1765–1832) bot den Eltern an, in Wien für eine gute Ausbildung des Mädchens zu sorgen. Nach dem frühen Tod des Vaters willigte schließlich die Mutter 1795 ein und gab die 10-Jährige in die Hände ihres Ziehvaters.
Mainoni heiratete bald danach 1798 und setzte seine Karriere im militärischen Staatsdienst fort (1785 war er in die österreichische Armee eingetreten und später zum k.k. Hofkriegssekretär in der Artillerie-Direktion ernannt worden; 1809 wurde er Hofrat im Hofkriegsrat (dem späteren Kriegsministerium) und 1810 Referatsleiter im Artilleriehauptzeugamt).
Ihre gute Erziehung und ihr Auftreten machte Emilie Victoria gesellschaftsfähig. Als Napoleon 1805 in Wien einmarschiert war, nahm Mainoni die als Schönheit beschriebene inzwischen 20-Jährige auf einen Empfang von Führungskräften der k.k. Verwaltung im Schloss Schönbrunn mit, wo sie dem Kaiser der Franzosen auffiel und eine leidenschaftliche Affaire entbrannte.

### Napoleon
Napoleon ließ seine Geliebte Emilie Victoria Kraus vom damals berühmtesten Wiener Porträtisten Johann Baptist von Lampi als Venus malen. Sie begleitete Napoleon jahrelang auf seinen Feldzügen als Bursche verkleidet (Page „Felix“ bzw. Adjutant „Graf von Wolfsberg“), was ihr durch ihre schlanke Figur nicht schwer fiel. In den dazwischen liegenden kurzen Friedenszeiten lebte sie in der Nähe von Paris. Dort durfte sie allerdings nicht bei Hof, vor allem nicht gegenüber Napoleons erster Frau Josephine in Erscheinung treten und musste ein Doppelleben führen. Sie lebte versteckt in den Tuilerien; nur ein Kammerdiener kannte ihre Identität.
Napoleon residierte nach der erneuten Besetzung Österreichs im November 1809 wieder im Schloss Schönbrunn. Aus Warschau hatte er mit Maria Gräfin Walewska (1786–1817) eine zweite Geliebte nach Wien mitgenommen. Beide brachten im Mai 1810 im Abstand von zwei Tagen zwei uneheliche Söhne des französischen Kaisers zur Welt, die als Persönlichkeiten in die Geschichte eingingen und 1868 im selben Jahr starben: Maria Walewska gebar den späteren Alexandre Graf von Colonna-Walewski (* 4. Mai 1810 in Warschau; † 27. Oktober 1868) und Emilie Kraus gebar den späteren Eugen Alexander Megerle Edler von Mühlfeld (* 3. Mai 1810 in Warschau; † 24. Mai 1868).
Kurz zuvor, am 10. März 1810, hatte Napoleon die Erzherzogin Marie-Louise von Österreich (1791–1847), die Tochter Kaiser Franz I., geheiratet.
Nach der verlorenen Schlacht von Waterloo zeichnete Napoleon den Ziehvater Emilies, Philipp Mainoni, mit dem Offizierskreuz der von ihm geschaffenen Ehrenlegion aus und adelte laut Schallhammer Emilie zur Baronin bzw. Freiin von Wolfsberg.
Außerdem hinterlegte er für seine Geliebte auf der Bank von London eine hohe Geldsumme (480.000 Gulden) zu treuen Händen Mainonis, aus der sie eine jährliche Zuwendung von 24.000 Gulden erhalten sollte.
Nach dem Tod Napoleons auf St. Helena im Mai 1821 senkte Mainoni eigenmächtig den jährlichen Pensionsbetrag auf 9.000 Gulden, bemächtigte sich des unbezahlbaren Schmucks und gab ihn trotz vielfacher Aufforderungen nicht mehr heraus.

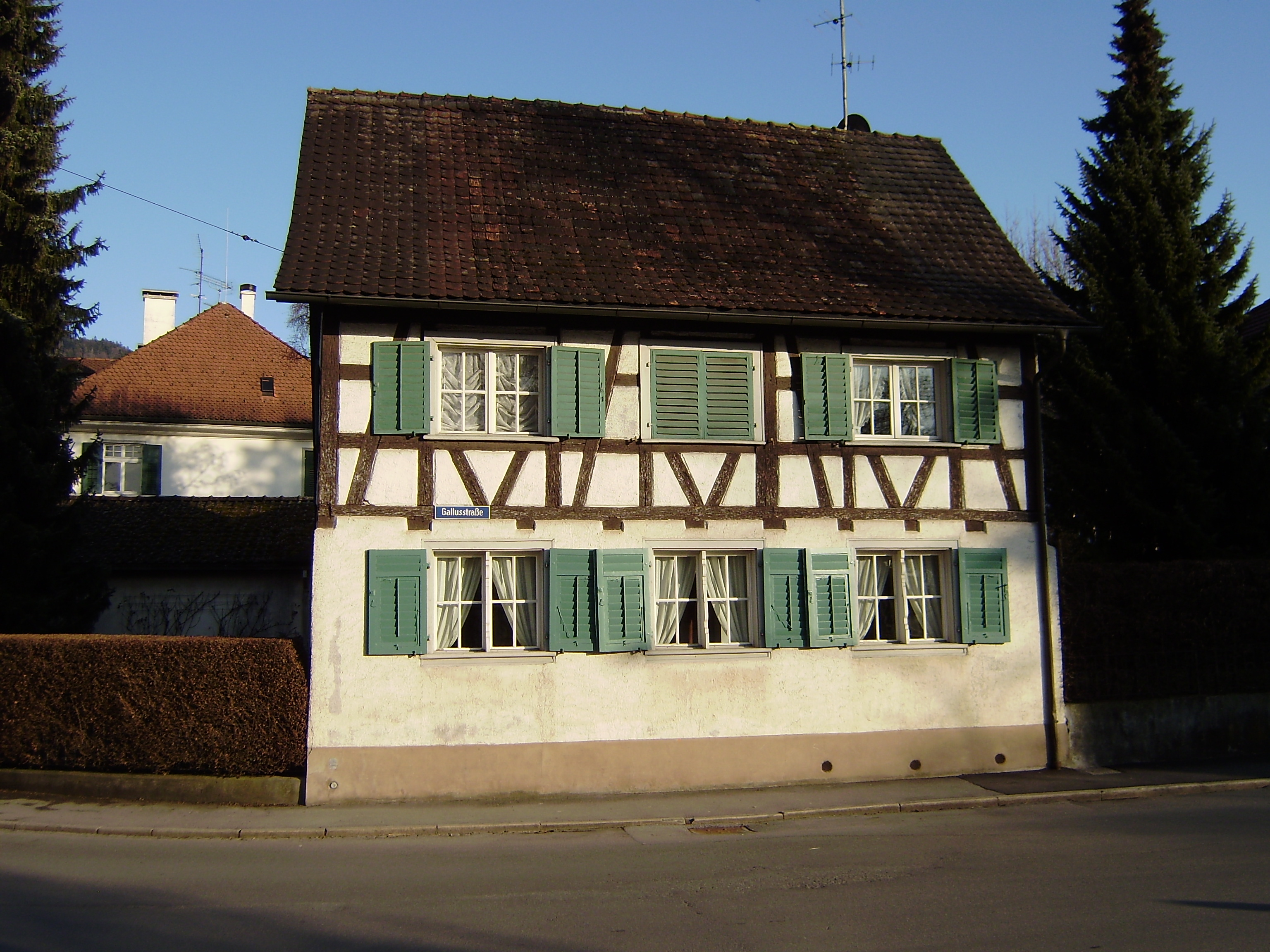
Hundsgräfinhaus in Bregenz

### Bregenz
Die Baronin heiratete 1817 den Wiener Rechtsanwalt Johannes Michael Schönauer, ließ sich aber nach unglücklichem Verlauf der Ehe im Dezember 1820 wieder von ihm scheiden und zog 1824 mit Mutter Rosalia und Schwester nach Bregenz. Dort bewohnte sie von 1824 bis 1828 eine Villa in der Kolumbanstraße 2, die heute noch als Hundsgräfinhaus bekannt ist und unter Denkmalschutz (Listeneintrag) steht. Vor ihr hatten in diesem Haus u. a. Franz Josef Waitzenegger (von 1815 bis 1822) und nach ihr Faustin Ens (von 1848 bis 1858) gewohnt.
1826 starb ihre Mutter, deren Gedenken sie ein aufwendiges Grabmal widmete. Im gleichen Jahr lernte sie den 14 Jahre jüngeren Vorarlberger Barbiergesellen Vinzenz Brauner kennen, der ihr Lebensgefährte wurde.

### Salzburg
Nach zwei Jahren (1828) übersiedelte das Paar nach Salzburg, wo Brauner über Vermittlung von Emilie eine Stelle als Kreiswundarzt erhalten hatte. Er unterrichtete auch für einige Zeit Geburtshilfe beim Gesundheitsamt.

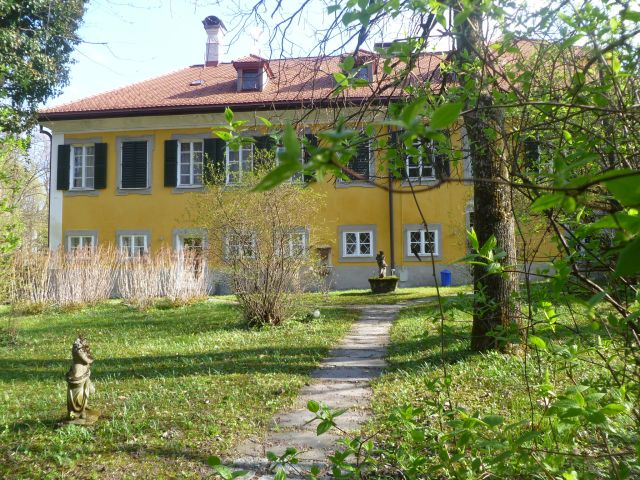
Rauchenbichlerhof in Salzburg-Schallmoos, Gartenseite

Mit Hilfe ihrer napoleonischen Abfindung (Apanage) kaufte Emilia Viktoria in Salzburg zwei Häuser in der Dreifaltigkeitsgasse und 1831 in Schallmoos (benachbart zu Gnigl) mit dem Rauchenbichlerhof ein kleines Schlösschen. In dem zweistöckigen Gebäude mit Walmdach ließ sie 19 Zimmer großzügig ausstatten und führte mit zahlreicher Dienerschaft ein fürstliches Leben.
In den Jahren als heimliche Geliebte Napoleons stand sie unter dem ständigen psychischen Druck, ihre Identität verleugnen und sich immerfort verstecken zu müssen und keinen Kontakt mit anderen Menschen wagen zu können. Nach der menschlichen Enttäuschung ihrer Ehe mit Schönauer entwickelte Emilie eine stark ausgeprägte Tierliebe. Auf dem Gelände des Rauchenbichlerhofes entstand ein Tiergarten mit Dutzenden von Hunden aller Rassen, Pferden, Eseln, Affen, Papageien und exotischen Singvögeln, den die Salzburger „Arche Noah“ nannten. Insgesamt zählte man 160 Individuen.
Einige seltsame Gewohnheiten Emilie Victorias förderten die Gerüchte um sie und verschafften ihr im Volksmund den Namen „die Hundsgräfin“. So fraßen zum Beispiel die Hunde aus Silbergeschirr und erhielten nach ihrem Tod einen Grabstein im Garten. Der Unterhalt des Privatzoos verschlang neben dem fürstlichen Lebensstil der Herrin des Hofes enorme Beträge. Das ging so lange gut, wie das in London deponierte Vermögen ausreichte.

### Niedergang
Nachdem es für Emilie Victoria zuerst nach einem glücklichen und sorgenfreien Leben aussah, erhielt sie 1832, im Alter von 47 Jahren, Nachricht vom Selbstmord ihres Adoptivvaters und Vermögensverwalters Philipp Mainoni. Er war in Wien vom dritten Stock seiner Wohnung auf den Bürgersteig gesprungen. Bereits 1827 in Pension gegangen und dem Glücksspiel verfallen, hatte er zusätzlich in gewagten Transaktionen das Treuhandvermögen durchgebracht. Am Ende verbrannte er alle seine Papiere einschließlich der Dokumente über die Beziehung Emilies zu Napoleon mit dem Pensionsvertrag. Als alleinigen Erben setzte er seinen Neffen ein, den Artillerieoffizier Dominik Mainoni. Mit einem Schlag hörten für Emilie Victoria alle Zuwendungen auf und auch ihre kostbaren Schmuckstücke verschwanden spurlos.
Um ihr Eigentum zu halten, geriet sie in immer tiefere Schulden. Schöne seidene Kleider, Schmuck, Tafelsilber und andere kostbare Objekte kamen ins Pfandhaus. Mit gewissen Einschränkungen hätte sie eigentlich gut leben können, da sie keine Miete zu zahlen hatte. Von ihren Tieren konnte und wollte sie sich jedoch nicht trennen und deren Fütterung (die Hunde erhielten feinstes Fleisch) verschlang ihr letztes Geld. Die Gläubiger ließen sich nicht weiter hinhalten. Schließlich musste sie ihre Pferde verkaufen und sich von da an mit einem Esel auf versteckten Pfaden fortbewegen.
Während für Emilia die seelischen Belastungen zunahmen, erkrankte ihr treuer Freund Vinzenz Brauner, der ihr 12 Jahre zur Seite gestanden hatte, und starb im Jahr 1838 im Alter von 39 Jahren an Wassersucht. Sie hatte ihn bis zuletzt gepflegt und stand jetzt ohne jede Stütze da. Sie verkaufte einen Teil der Besitzungen und versetzte ihren Schmuck, ein Teil der Tiere wurde gepfändet. Durch lange Prozesse wuchsen die Schulden weiter, obwohl sie selbst hungerte, um die ihr verbliebenen 80 Vögel und 30 Hunde füttern zu können. In ihrer Not wandte sie sich an Marie-Luise, die Witwe Napoleons, die ihr zu einer Gnadenpension verhalf. Auch durch Kaiserin-Witwe Carolina Augusta erhielt sie eine finanzielle Unterstützung. Da sie sich aber nicht von ihren Tieren trennen konnte, ging es weiter bergab.

### Das Ende
Wegen der aufgelaufenen Schulden wurde 1843 der Rauchenbichlerhof und der persönliche Besitz Emilie Victorias öffentlich versteigert. Man ließ ihr lediglich das Bett, einen Tisch, zwei Sessel, die notwendigste Kleidung und einige Haushaltsgerätschaften und siedelte sie mitten im Winter in das ungeheizte „Fischerhäusl“ am Alterbach in Gnigl um. Von den Tieren, die ebenfalls auf der Auktion gestanden hatten, wurden lediglich ein Affe und eine Elster ersteigert. So verblieben ihr als Spiegelbild ihres ehemaligen Reichtums ihre Menagerie aus fünf Papageien, acht Singvögeln, zwei Trauertauben, acht Pfauen, zwölf Hunden, unzähligen Katzen und einigen Affen.
Trotz ihrer bitteren Armut ließ es ihr Stolz nicht zu, 6 Blusen und 4 Betttücher als Geschenk anzunehmen; sie zog es vor, wochenlang ohne Kleidung im Bett zu liegen. Niemand konnte sie davon überzeugen, ihre Wohnung zu reinigen, die noch von den verbliebenen Tieren bewohnt war und für deren Ernährung sie bettelnd umherzog. Sie verwahrloste, wurde krank, litt an Gicht, Zähne und Haare fielen aus und ihr Körper magerte zum Skelett ab.
Man warf ihr „Verschwendung“ vor und stellte sie unter Kuratel. Gegen die Einweisung in ein Spital wegen ihres Krankenzustands widersetzte sie sich beharrlich wegen der Tiere. Der vom Wiener Hof zur Hilfe beauftragte Salzburger Erzbischof Kardinal Schwarzenberg verschaffte ihr ein Asyl.  Sie flüchtete aber bald wieder zu ihren Tieren in die Fischerhütte, wo sie der Tod am 15. April 1845 von ihrem Schicksal erlöste.

### Erinnerung
Eine Tafel in der Kirchenmauer am Gnigler Friedhof vermerkt: „Zur Erinnerung an die Hundsgräfin Emilie Freiin von Wolfsberg, geb. Kraus, die langjährige Begleiterin Napoleons I. auf allen Feldzügen und seine treue Begleiterin bis zu seinem Sturze.“ Und: „Wer frei von Schuld und Fehler, der werfe den ersten Stein nach ihr.“
Ein zeitgenössischer Beobachter beschrieb eine Begegnung mit ihr: „Man sah es dieser Frau an, daß sie einst bessere Tage erlebt hatte. Auf ihrem Gesicht lag der Ausdruck aristokratischer Hoffart, um ihren Leib hingen die Fetzen erstorbenen Reichtums und verblaßten Glanzes, und in ihrer ganzen Erscheinung bot sie das traurige Bild herab gekommener Herrlichkeit, jeder Zoll eine zerlumpte Königin.“